# 남당
남당(南唐, 937년 ~ 975년)은 중국 오대십국 시대 10국 중 하나로 오의 실권자였던 이변(본명 서지고)이 제위를 찬탈하여 세운 국가이다. 수도는 금릉(金陵,현재의 난징)이고, 국호는 당(唐)이었으나 당나라로 불린 기타 정권들과 구별하기 위해 특별히 이 나라 이름은 남당(南唐)이라고 불렀다.
10국 중 최대의 세력을 자랑하였으나, 화북의 후주와 송나라의 공격을 받고 멸망하였다. 다만 문화, 경제적으로는 크게 번영을 누렸다고 한다.

## 역사

### 건국

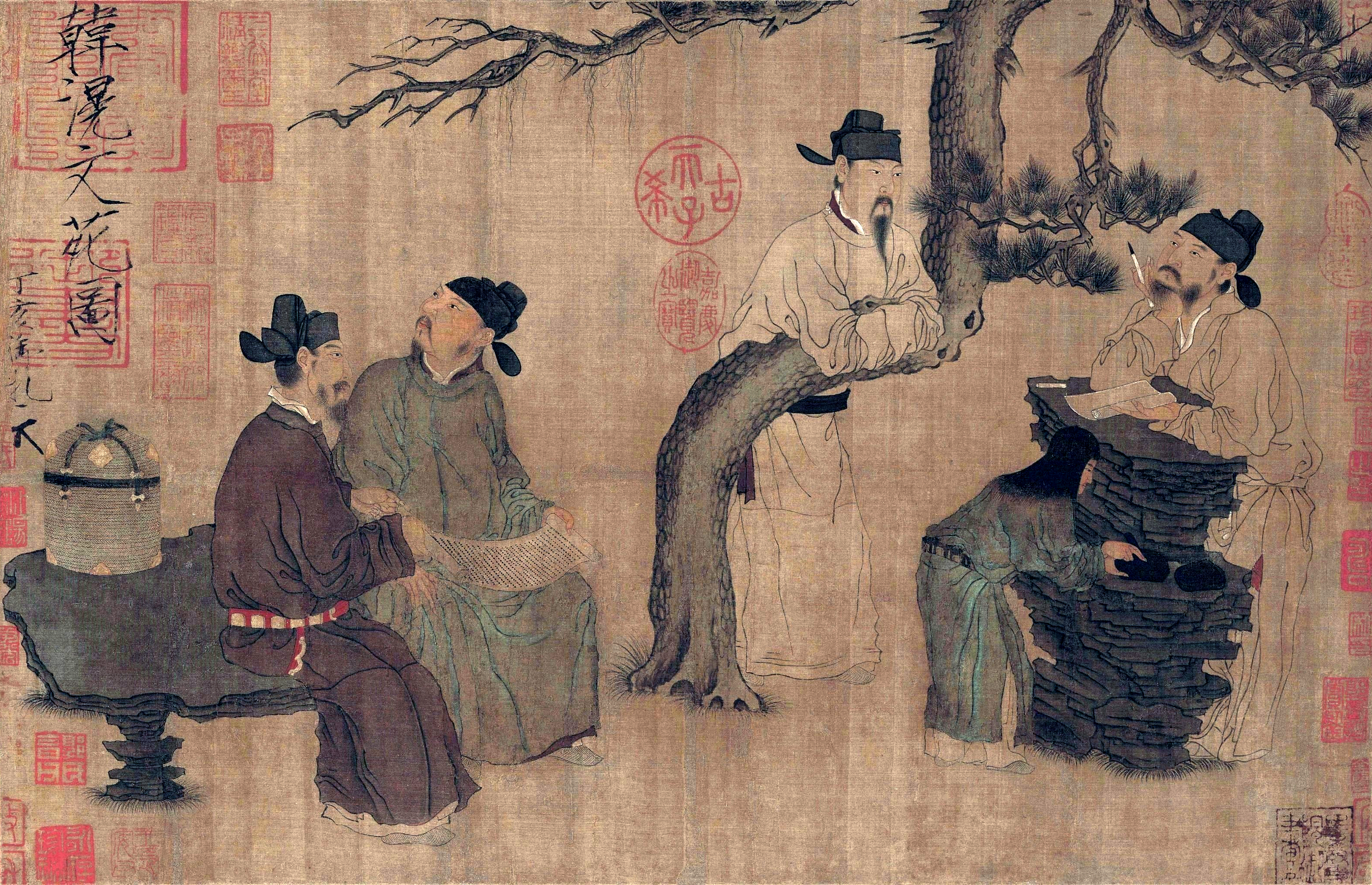

오나라는 승상 서온의 사후, 그의 양자였던 서지고가 태위, 중서령이 되어 정치실권을 장악했다. 931년 금릉에 주둔하면서 아들 서경통(徐景通; 후에 남당의 2대 군주)을 오나라의 수도였던 강도(江都)에 보내 정치를 맡겼다. 서지고는 933년 제왕(齊王)을 칭하고 난뒤 937년 10월 오나라의 황제였던 예제(睿帝)로부터 선양을 받아 황제로 즉위하여 국호를 제(齊)라고 하였다.
서지고는 양자가 되기전 성씨가 당나라의 역대 황제의 성씨와 같은 이(李)씨였다. 그 때문에 938년 서지고는 자신의 성씨인 이씨로 돌아가고 자신을 당나라 황족 이각(李恪)의 후예라면서 국호를 당으로 변경하였다. 이름 또한 지고에서 변(昪)으로 바꾸었다.
이변은 대외전쟁을 일으키지 않고, 내정에 전념하여 국력을 증강하였다. 예를 들자면, 주변국인 오월에서 대화재가 발생해 궁정과 창고, 군대가 커다란 피해를 입었던 시기, 신하들은 오월이 약해진 바로 지금이 공격할 기회라고 진언하였다. 그러나 이변은 이 진언을 무시하고, 오히려 오월에게 화재에 관련한 위로의 사자를 보내었다.

### 발전
이변의 사후, 아들 이경(앞에 얘기했던 서경통)이 뒤를 계승하였다. 이경은 아버지와는 달리 대외확장정책을 펼쳤다. 현재의 복건성에 할거하던 민에서는 후계자 자리를 둘러싼 항쟁이 되풀이 되었기에 국정이 매우 혼란스러웠다. 이경은 이 틈을 노려 945년 민을 멸망시켰다. 그리고 복주(福州)를 공격했으나 오월의 전홍좌(錢弘佐)에게 패배했다.
현재 호남성에 할거하던 초에서도 후계자쟁탈전이 계속되었다. 950년 당시 초왕이었던 마희광(馬希廣)의 형 마희악(馬希萼)이 남당과 손을 잡고 마희광을 살해했다. 마희악은 초왕이 되어 남당의 신하로 자처했다. 그러나 다음해 951년 마희악이 부하에게 쫓겨나자 남당은 군사를 보내 초나라를 병합했다.
이 때 남당은 현재 중국의 행정구역으로 보자면 강소성, 강서성, 안휘성, 호북성, 호남성, 복건성을 차지해 40년 역사 중에 가장 판도가 넓었던 시기였다.

### 쇠퇴
그러나 화북에서 일어난 후주의 세종(世宗;시영)은 중국 통일을 목표로 남정을 시작하였다. 당시 남당과 후주는 회하를 경계로 하고 있었다. 회하는 큰 강이었기 때문에 후주군이 회하를 넘어 남당을 공격하기엔 어려움이 많았다. 다만 겨울철에는 회하의 수위가 낮아져 건너기가 쉬웠다.
그런 이유로 후주가 남당을 공격하려면 겨울철외에는 없었다. 남당도 이를 알고 있어서 겨울철에는 회하의 강주변에 군대를 배치시켰다. 그러나 후주가 공격하는 일이 거의 없었기 때문에 남당은 비용이 많이 드는 이 제도를 그만두었다.
955년 11월 세종은 직접 군사를 거느리고 남당을 침공해 정양(正陽;현재의 안휘성 봉양현)에서 남당군을 크게 격파하고 수주성(壽州城)을 포위했다. 거기에 조광윤에게 명하여 저주(滁州)를 점령하게 했다.
956년 남당은 수주성에 구원군을 보냈으나 세종이 직접 이끄는 후주군에게 자금산(紫金山;수주성 동북쪽)에서 패퇴하고, 수주성은 후주에게 점령되었다. 이것으로 호주(濠州), 사주(泗州), 양주(揚州), 태주(泰州)가 후주에게로 넘어갔다.
이쯤부터 남당의 군대는 전의를 크게 잃고 말았다. 예를 들면 태주자사(泰州刺史)는 적앞에서 도망을 쳤고, 기주(蘄州)에서는 자사가 부하에게 살해당하고 그 부하는 후주에게 항복하는 일도 발생했다. 957년 초주(楚州)를 후주에게 빼앗기자 양군은 장강을 사이에 두고 대치하게 되었다. 그러나 남당은 이미 후주의 적수가 아니었기에 장강에서의 수군끼리의 전투에서 대패했다.
사태가 여기까지에 이르자 이경은 후주에 대해 복속할 것을 맹세했다. 후주의 세종은 이를 승낙하고, 강화를 맺고 군대를 철군시켰다. 이 강화조약에 체결된 조건은 다음과 같다.
- 회하 이남, 장강 이북의 땅은 후주에게 할양한다.
- 남당은 후주의 신하로써 섬긴다.
  - 남당의 군주는 황제의 칭호를 사용할 수 없고, 국주란 칭호를 사용한다.
  - 남당 독자의 연호를 금지하고, 후주의 연호를 사용한다.
- 이경은 이름을 이경(李景)으로 고친다.(경이란 문자가 후주 황족이 사용하는 것이기에 이것을 피하기 위함이다.)

헌데, 후주에서는 세종이 죽자 겨우 7살된 아들 공제가 즉위했다. 조광윤은 이 기회를 틈타 공제로부터 선양을 받아 황제가 되어 송나라를 건국하였다. 남당은 이것에 대해 지금까지 후주를 섬겼던 것과 같이 송나라를 섬기는 것을 계속했다. 연호도 송나라의 것을 사용하였으나, 이경은 송나라가 강력해지는 것을 두려워해 961년 수도를 남창으로 천도하였다. 옛 수도인 금릉은 태자 이욱이 수비를 하였다. 그해 이경이 죽자, 이욱이 금릉에서 즉위했다. 이 일로 수도는 다시 금릉이 되었다. 이욱은 송나라 태조(조광윤)에게 이경을 황제로써 제사지낼 수 있기를 요청하였다. 태조는 이를 허락하였고, 태조는 황제로써 예우를 해주었다.

### 멸망
송나라 태조는 중국 통일을 목표로 각국을 여러 이유를 들어 공격해 멸망시켰다. 남당의 남쪽에 있던 남한이 971년 송나라에게 멸망당하자 남당은 더욱더 송나라를 두려워하게 되었다. 그래서 자국이 복종하고 있다는 것을 보여주기 시작했다.
예를 들면 그때까지는 중서성, 문하성이라고 본래는 중앙정부가 사용하던 관청의 이름을 계속 사용하였으나, 이것을 좌내사부(左内史府), 우내사부(右內史府)라고 명칭을 바꾸었다. 또한 왕의 작위를 모두 공(公)으로 변경하였다.
이와 같이 남당은 나라를 보전하기 위해 노력을 기울였고, 송나라는 남당을 공격할만한 대의명분을 얻을 수 없었다. 그러나 974년 태조가 이욱에게 입궐하라는 명령을 내렸을 때 이욱은 병이 나서 움직이지 못했다. 태조는 이를 구실로 삼아 조빈(曹彬), 반미(潘美)에게 명령을 내려 남당을 침공했다. 975년 송나라군은 금릉을 포위했다.
태조는 "백성들에게 난폭한 행동을 하는 것은 좋지 않다. 공격을 하지 않고, 위신(威信)을 이용하여 성을 함락시키겠다"라고 말하였기에 공격은 하지 않고, 포위를 계속하며 남당이 항복하기를 기다렸다.
이욱은 군대를 돌려보내기 위하여 서현(徐鉉)을 사자로 보냈다. 서현은
"이욱에겐 죄가 없습니다. 폐하께서 공격하는 것에는 대의명분이 없습니다. 이욱은 작았기에 큰 것을 섬겼고, 이것은 아들이 아버지를 섬기는 것과 같은 것입니다. 죄나 잘못은 없으니 이만 공격을 중지하십시오"

라고 말했다. 그러자 이에 대해 태조는
"그렇다면 그대가 말한 것처럼 한다면 아버지와 아들을 2개의 집안으로 나누는 것이 아닌가? 그렇게 해도 좋은가?"

라고 답했다. 서현은 이것에 대해 반론할 수가 없었다. 서현은 다시 한번 태조를 만나 설득을 시도했다. 그러나 태조는 노여워하며
"이 이상 말하기도 싫다. 아직도 무슨 죄가 필요한 것인가? 다만 천하는 한 집안이다. 잠자려는 시기에 다른 이가 끼어들어 잠을 자고 있다면 이것을 용서하겠는가, 아니 이것은 용서할 수 없는 일이다.

라고 답했다. 이 서슬퍼런 말에 두려움을 느낀 서현은 아무 말도 못하고 물러났다.
금릉 포위는 10개월간 계속되었고, 기어코 이욱은 항복하고 이로써 남당은 3대로써 멸망하였다. 이욱은 송나라의 수도 카이펑으로 옮겨져 위명후(違命侯)의 작위를 하사받았다. 태조의 뒤를 이은 태종의 시대에는 농서공(隴西公)이 되었다. 978년에 죽었는데, 태종에게 암살당했다는 말도 있다.

## 문화
오대십국 시대 화북에서는 이민족의 침입이 있어 전란이 잇달았다. 그 때문에 화북에서 살았던 문인들이 남쪽으로 피난하였다. 남당도 이런 문인들을 받아들여 문화를 크게 발전시켰다.
이경, 이욱이란 2명의 남당 군주는 남당 이주(南唐二主)라고 칭해지면서 사(詞, 한시에서 쓰이던 시의 일종으로 절을 따라 노래를 불렀다)의 명인으로써 알려져 있다. 거기에 이욱은 중국문학사상 최고의 사의 작자로 알려져 있다.
회화방면에서는 징심당지(澄心堂紙)라고 알려진 최고의 종이가 개발되어, 기교(技巧)를 굳힐 수 있는 벼루가 만들어졌다. 이 시대 이전에는 벼루가 아직 정착되지 않았으나, 벼루가 예술품적가치를 지니게 된 것은 남당문화의 선물이라고 말할 수 있다. 또한 산수화(山水画)의 명화가로 알려진 동원(董源)도 이 나라를 섬겼다. 서현, 한희재(韓煕載)등도 명문가(名文家)로 알려져 있다.

## 경제
남당은 강남지방을 안정적으로 지배하여 이 땅을 개발하는 데 전력을 다했다. 후에 남송시대에 이 지역은 대 곡창지대가 되었는데, 바로 이 시기부터 개발되었기 때문에 가능한 일이었다. 거기에 회남에서 제염(製鹽)사업을 진행하여 국가의 재정은 윤택하였다.
중국에서는 전통적으로 동전(銅錢)을 사용하였으나, 남당은 964년부터 철전(鐵錢)을 주조하기 시작했다. 그러나 민간에서는 철전을 가치없는 것으로 생각하여 가치있는 동전만을 사용하였기에 매매에는 사용되지 않았다. 결국 철전과 동전은 등가(等價)를 매겨, 실제 상업상의 사용에서는 철전 10개에 동전 1개의 가치로 등급을 매겨 운용하였다. 이 때문에 정부도 이것을 인정하고 철전 10개에 동전 1개로 가치를 매겼다고 한다.

## 같이 보기
- 오대 십국 시대

| 대수 | 묘호                            | 시호                                    | 성명       | 연호                                                       | 재위 기간     |
| ---- | ------------------------------- | --------------------------------------- | ---------- | ---------------------------------------------------------- | ------------- |
| -    | 당 정종 (唐定宗) (당 열조 추숭) | 효정황제 (孝靜皇帝)                     | 이각(李恪) | -                                                          | -             |
| -    | 당 성종 (唐成宗) (당 열조 추숭) | 효평황제 (孝平皇帝)                     | 이초(李超) | -                                                          | -             |
| -    | 당 혜종 (唐惠宗) (당 열조 추숭) | 효안황제 (孝安皇帝)                     | 이치(李志) | -                                                          | -             |
| -    | 당 경종 (唐慶宗) (당 열조 추숭) | 효덕황제 (孝德皇帝)                     | 이영(李榮) | -                                                          | -             |
| -    | 제 의조 (齊義祖) (당 열조 추숭) | 무황제 (武皇帝)                         | 서온(徐溫) | -                                                          | -             |
| 1    | 당 열조 (唐烈祖)                | 광문숙무효고황제 (光文肅武孝高皇帝)     | 이변(李昪) | 승원(昇元) 937년 ~ 943년                                   | 937년 ~ 943년 |
| 2    | 당 원종 (唐元宗)                | 명도숭덕문선효황제 (明道崇德文宣孝皇帝) | 이경(李璟) | 보대(保大) 943년 ~ 957년 중흥(中興) 958년 교태(交泰) 958년 | 943년 ~ 961년 |
| 3    | -                               | 문헌소회효민황제 (文憲昭懷孝愍皇帝)     | 이욱(李煜) | -                                                          | 961년 ~ 975년 |